# ادوآرد ریدل

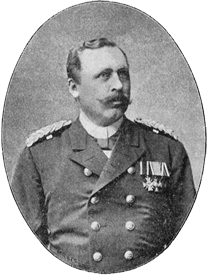
ادوآرد ریدل

 ادوآرد ریدل (انگلیسی: Eduard Riedel؛ ۱ فوریهٔ ۱۸۱۳ – ۲۴ اوت ۱۸۸۵) یک معمار اهل آلمان بود.
که مشهورترین کارش قصر نوی شاین اشتاین واقع در آلمان است.